# Lavierung

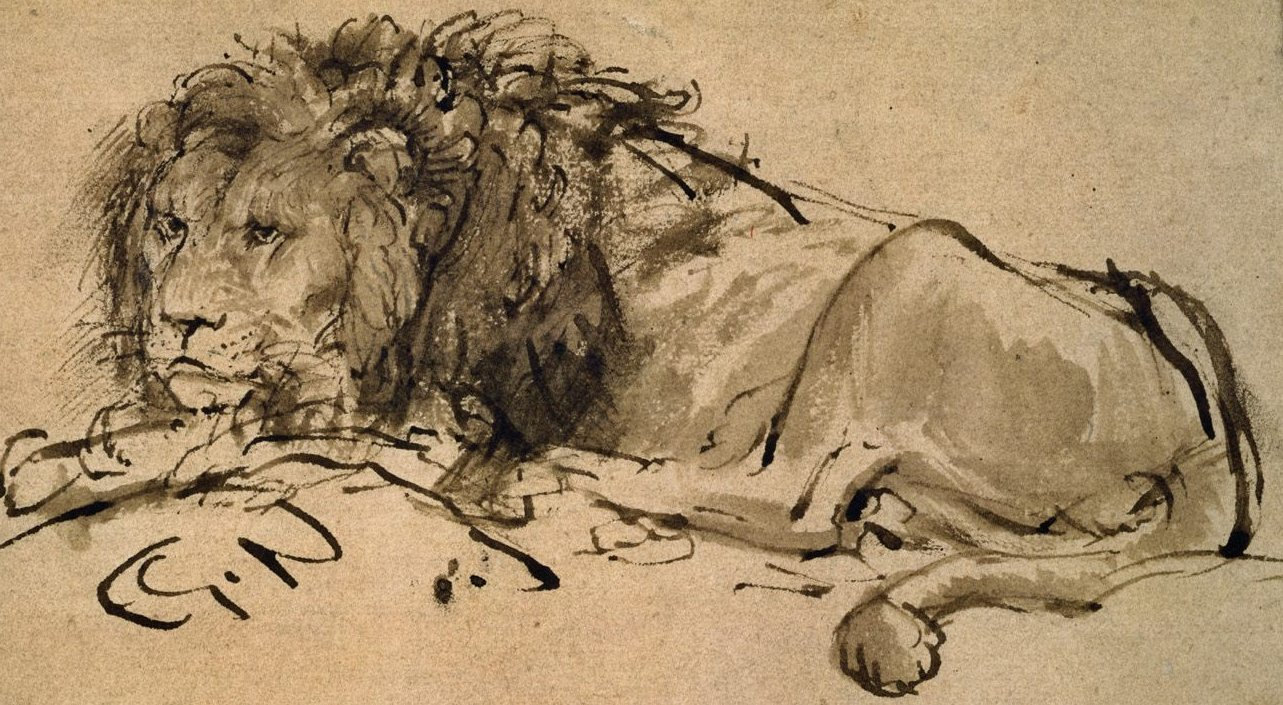
Beispiel einer Lavierung in der Darstellung eines Löwen von Rembrandt van Rijn.

Lavierung, auch Lavur (von ital. lavare ‚waschen, wischen‘, vergl. Lavoir ‚Waschschüssel‘) ist eine Maltechnik, bei der Farbe in einer sehr dünnen Konsistenz aufgebracht wird. Dadurch erreicht man eine durchscheinende Farbfläche. Lavieren bezieht sich primär auf einen hohen Anteil wässriger und anderer leichtflüchtiger Lösungsmittel bei geringem Bindemittelanteil. Dieselbe Technik in filmbildenden Schichten (Öl, Tempera) ist das Lasieren.

## Anwendung

Die Wirkung der Lavierung

Wie bei ostasiatischen Tuschesorten ist auch bei Pigmenten die Lasierfähigkeit (also der nicht-deckende Auftrag) eine der wichtigsten Eigenschaften: Sie entscheidet, ob das Pigment für Lavierungen tauglich ist. Farbstoffe sind im Allgemeinen gut lasurfähig. Daneben muss ein lavurfähiges Farbmittel aber auch in hoher Verdünnung noch gleichmäßigen Farbauftrag bieten: Etliche Pigmente neigen gerade bei hohem Anteil wässriger Lösungsmittel zu unangenehm fleckigem Erscheinungsbild. Daher ist die Farbmittelpalette für die Aquarellmalerei stark eingeschränkt. Hochwertige Tuschen, insbesondere aus dem asiatischen Raum, sind entsprechend kostspielig.
Angewendet wird Lavur:
- in der Aquarellmalerei, um weiche Übergänge zu erreichen. Hierbei werden die Farben verdünnt und mit dem feuchten Pinsel aufgetragen. Aufgrund der schnellen Malweise des Aquarells, bei dem die Farbe nicht zwischentrocknet, ist die ganze Aquarelltechnik (von ital./lat. aqua „Wasser“) als Lavurtechnik zu sehen. Trotzdem sind Grade zwischen eher trockener und extremer Nass-in-Nass-Technik möglich.
- beim Kolorieren mit sehr dünn aufgetragenen Wasserfarben, wobei die Zeichnung sichtbar bleibt
- als Schattieren von Strichzeichnungen
- als zentrale Technik der chinesisch-koreanisch-japanischen Tuschemalerei.

Die drucktechnische Übertragung von Aquarellen oder lavierten Tuschezeichnungen mit der Aquatintatechnik wird Ätzlavierung genannt.